# Delminij
Delminij (latinsko: Delminium), naselje in glavna utrdba ilirskega plemena Dalmatov, ki je stala na Duvanjskem polju na mestu sedanjega Tomislavgrada v Bosni in Hercegovini. V 1. stoletju je bil rimski municipij, ki so ga v 6. stoletju razrušili. Mnogo ostankov iz rimskega obdobja se je ohranilo.

## Etimologija
Krajevno ime Delminij ima enak izvor kot ime plemena Dalmatov in je povezano z ilirskima besedama d´lmno - pašnik in delmë (albansko: dele) - ovca. Ime se je kasneje preoblikovalo v Dъlmno in zatem v Duvno.

## Zgodovina

### Ilirsko obdobje
Področje Delminija je naseljevalo ilirsko pleme Dalmatov, ki so bili tudi ustanovitelji mesta. Mesto je stalo v sedanjem Tomislavgradu na območju rimsko katoliške bazilike, posvečene prvemu hrvaškemu svetniku Nikoli Taveliću.
Okolica je bila naseljena že pred prihodom Ilirov, kar dokazujejo ostanki zglajenih kamnitih sekir iz mlajše kamene dobe (4000 pr. n. št. - 4000 pr. n. št.). Nekaj podobnih najdb je iz bronaste dobe (1800 pr. n. št. - 800 pr. n. št.). V Stipanjićih in Lugu pri Tomislavgradu so našli 34 bronastih srpov, 3 sekire in 2 sulici, v Letki pa bronasto sekiro. Najdbe so se hranile v arheološki zbirki samostana v Širokem Brijegu, ki je bil na koncu druge svetovne vojne porušen. Ohranila sta se samo srp in sekira. Omenjene najdbe dokazujejo, da so bili prebivalci živinorejci, poljedelci in vojaki.
Ostanki iz ilirskega obdobja so mnogo številčnejši. Na pobočjih hribov, ki obkrožajo Tomislavgrad, so Iliri zgradili 21 utrdb, ki so služile za opazovanje in obrambo. V okolici mesta je tudi mnogo ilirskih pokopališč iz bronaste in železne dobe do rimske osvojitve Dalmacije. Med grobnimi pridatki je nakit in drugi predmeti.
Na tem področju so bili poleg Ilirov naseljeni tudi Kelti, ki so začeli prodirati na Balkan v 4. stoletju pr. n. št.. S seboj so  prinesli bolj razvito kulturo, obrt in boljše orožje. Kelti so bili manj številni in so se kmalu zlili z ILiri.
Ko so ozemlje ilirskega plemena Ardijejce, ki so bili bolj na jugu, osvojili Rimljani, so ostali Dalmati in njihova plemenska zveza zadnja trdnjava ilirske samostojnosti. Napadali so rimske straže ob Neretvi, grška trgovska mesta in ilirsko pleme Daorsov, ki je bilo na rimski strani. Svoja naselja so preuredili v močne trdnjave in prestolnico obdali z nizom manjših trdnjav.  Poročila piscev iz tistega časa pravijo, da je bil Delminij nedostopno in skoraj nepremagljivo veliko mesto, ki je imelo kakšnih 5.000 prebivalcev.
Leta 167 pr. n. št. ilirske trdnjave niso mogle zaustaviti rimskih legij. Po rimski osvojitvi cele jadranske obale južno od Neretve in uničenju ilirskega Ardijejskega kraljestva, se Dalmati niso mogli izogniti konfliktu z Rimljani. Prvi spopad med njimi je bil leta 156 pr. n. št.. Končal se je naslednje leto s porazom Dalmatov.  Rimska generala Figul in Kornelij Csipij Nazika sta osvojila, porušila in požgala Delminij, po pripovedovanju s streljanjem gorečih puščic v lesene mestne hiše.  Po več uporih in treh vojnah je upor Ilirov izbruhnil v veliki ilirski vstaji, ki so jo leta 9 dokončno zatrli. 

### Rimsko obdobje
Rimljani so po osvojitvi Delminija začeli graditi ceste in mostove. Cesta iz Salone na jadranski obali je preko Narone (Vid pri Metkoviću) in Delminija vodila na osrednji Balkan. Ostanki te in drugih rimskih cest so se ohranili. Rimljani so s seboj prinesli svojo kulturo, jezik, zakonodajo in vero. Na področju Delminija je naslednjih štiristo let vladal mir.
Po dokončnem porazu Dalmatov je bil Delminij skoraj popolnoma zapuščen. V njem je bila nekaj časa rimska vojaška posadka, ki je nadzirala Dalmate. V času cesarja Tiberija so Rimljani leta 18 in 19 začeli obnavljati mesto. Na mestu sedanje bazilike Nikole Tavelića je bil zgrajen rimski forum
Leta 1896 je Fra Anđeo Nunić odkril več kipov rimskih božanstev ter odlomke sarkofagov in stebrov srednjeveške krščanske cerkve. Med odkritji najbolj izstopata dva votivna spomenika in oltarja, posvečena boginji Diani, oltar, posvečen ilirskemu bogu Armatu, in votivna plošča, posvečena boginji Liberi. Kasneje so odkrili tudi relief, na katerem sta skupaj upodobljena Diana in Silvan, poganske oltarje, odlomke sarkofagov in glinaste keramike, dele stebrov in druge predmete iz poznega rimskega obdobja in zgodnjega srednjega veka. Najdbe so privedle do zaključka, da je bil na mestu sedanjega pokopališča Karaula, na katerem je bila pred tem osmanska obmejna stražnica, rimsko in ilirsko pogansko svetišče in pokopališče.
Leta 1969 so blizu vasi Letka našli ploščo, ki je bila del oltarja. Ploščo je vojak 9. legije posvetil rimskemu bogu vojne Marsu. Leto kasneje so v vasi Prisoje odkrili krščanski napis in del groba, ki ga je nek Juvenal naredil za svojega sina Juvenala.

### Porimsko obdobje
Rimski Delminij je preživel dve stoletji velikih selitev narodov. V tem času je bil delno porušen. Sredi 5. stoletja je bil porušen tudi rimski forum.  Po propadu Rimskega cesarstva leta 473 je prišel v obdobju od leta 493 do leta 537 pod oblast Gotov in zatem pod oblast Bizantinskega cesarstva. Mesto si je v tem obdobju popolnoma opomoglo, vendar so ga kmalu zatem opustošili novi prišleki in ga leta 600 odcepili od Bizantinskega cesarstva.
Sredi 7. stoletja so se v Delminij naselili Hrvati.